# Байскаков, Туйтебек
Туйтебек Байскаков, другой вариант имени и фамилии — Тойтибек Байискаков (1929 год, Абайский район, Восточно-Казахстанская область — 2020 год) —
боец скота Семипалатинского мясоконсервного комбината Министерства мясной и молочной промышленности Казахской ССР. Герой Социалистического Труда (1966).
В 1941 году, заменив своего отца, ушедшего на фронт, начал свою трудовую деятельность двенадцатилетним подростком на Семипалатинском мясокомбинате. Трудился на забое скота. Проработал на этом заводе до выхода на пенсию.
За выдающиеся трудовые достижения удостоен звания Героя Социалистического Труда указом Президиума Верховного Совета СССР от 14 июня 1966 года c вручением ордена Ленина и золотой медали «Серп и Молот».
Скончался в возрасте 91 года в 2020 году.